# TwixT (juego)

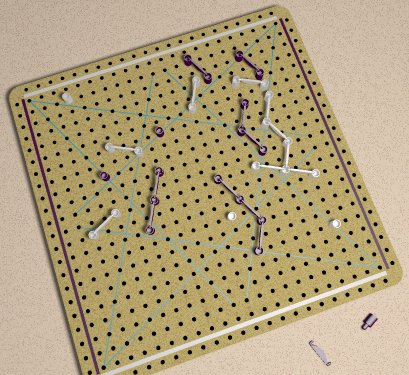
Una imagen generada por computadora de un juego de TwixT

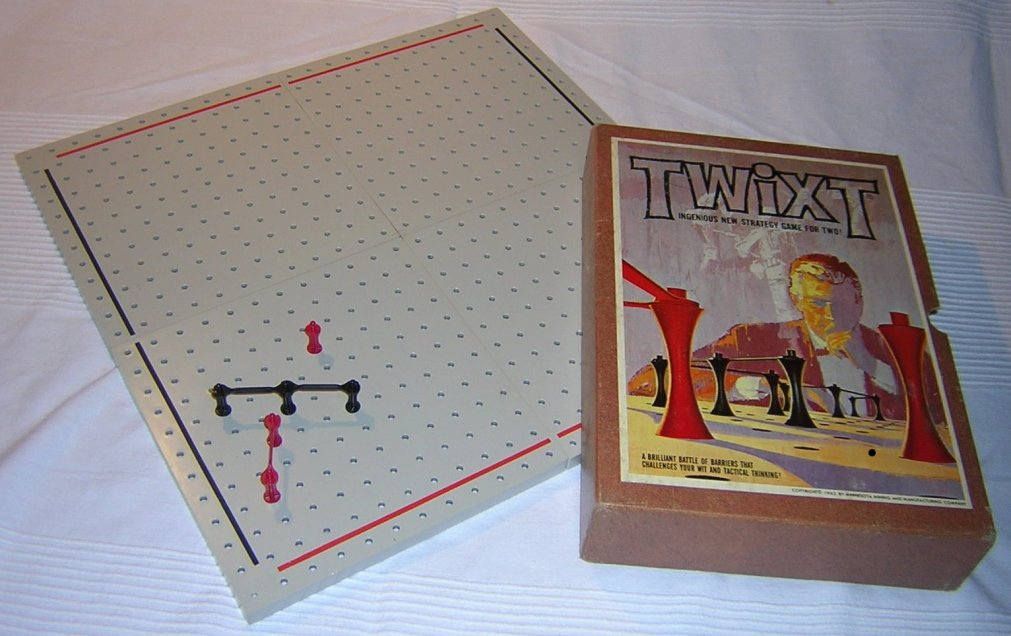
Tablero de la edición 3M

TwixT es un juego de tablero de estrategia para dos jugadores, uno de los primeros participantes en la serie de juegos de estantería 3M de la década de 1960. Se convirtió en uno de los juegos más populares y duraderos de la serie. Es un juego de conexión en el que los jugadores alternan turnos colocando clavijas y enlaces en un tablero de clavijas en un intento de vincular sus lados opuestos. Las reglas son simples pero la estrategia compleja, por lo que los niños pequeños pueden jugar, pero también atrae a los adultos. El juego ha sido descontinuado excepto en Alemania.

## Historia
TwixT fue inventado como un juego de lápiz y papel en 1957 por Alex Randolph, un diseñador de juegos. Cuando Alex fue encargado junto con Sid Sackson por 3M en 1961 para comenzar una división de juegos, el juego se emitió como un juego de mesa, uno de los primeros juegos de estantería de 3M. Avalon Hill se hizo cargo de la publicación en 1976 cuando 3M vendió su división de juegos. La empresa matriz de Avalon fue adquirida por Hasbro en 1998 y el juego se suspendió. El juego ya no se produce en los Estados Unidos, pero una sucesión de empresas alemanas ha producido el juego desde la década de 1970 bajo licencia de Avalon. TwixT fue preseleccionado para el primer Spiel des Jahres en 1979, y fue incluido en el Academy of Adventure Gaming Arts & Design's Hall of Fame, ajunto con Randolph, en 2011.

## Reglas
Twixt se juega en un tablero que consta de una cuadrícula de agujeros de 24 × 24 cuadrados (menos cuatro agujeros de esquina). Las piezas de juego son clavijas que encajan los agujeros, y piezas de articulación que unen las clavijas a lo largo de la diagonal de una cuadrícula de 3 x 2 (es decir, el movimiento de un caballo de ajedrez). En la edición 3M, los jugadores son rojos y negros; diferentes conjuntos pueden usar diferentes colores. Las filas de orificios superior e inferior pertenecen al color más claro; las filas más a la izquierda y más a la derecha al color más oscuro
- Los jugadores se turnan para colocar clavijas de sus respectivos colores en el tablero, una clavija por turno.
- El jugador con el color más claro hace el primer movimiento.
- Un jugador no puede colocar una clavija en las filas fronterizas de su oponente.
- Para contrarrestar la ventaja del primer movimiento, se sugiere la regla del pastel. Después de colocar la primera clavija, el segundo jugador tiene la opción de cambiar de lado. Por lo general, esto se indica girando la caja de piezas de un extremo a otro, o intercambiando cajas si están separadas. Si el segundo jugador elige no intercambiar inmediatamente después de colocar la primera clavija, los lados no pueden intercambiarse más adelante en ese juego. (Esta "ecualización en un movimiento" fue agregada por Randolph después de que 3M publicara su juego. Está presente en la edición Schmidt Spiele y todas las ediciones posteriores).
- Después de colocar una clavija, puede vincular uno o más pares de clavijas en el tablero que sean todos de su propio color. Los enlaces solo pueden ir entre dos clavijas que se alejan de un caballo, y no pueden cruzar otro enlace; bloquean otros enlaces, sobre todo el del oponente. Como parte de su movimiento, puede eliminar sus propios enlaces (pero no los de su oponente) para reorganizar la secuencia de enlaces en el tablero. (Variante para el juego de lápiz y papel: puedes cruzar tus propios enlaces pero no los de tu oponente. Ver más abajo).
- El objetivo es hacer una cadena continua de clavijas enlazadas que conecten las filas de los bordes. Si ninguna de las partes puede lograr esto, el juego es un empate.

## Complejidad computacional para tableros rectangulares generales
Se ha demostrado que TwixT es completo para PSPACE para determinar el valor del juego, mediante una reducción de Hex. También se ha demostrado que TwixT es NP-completo para determinar si un solo conjunto de vértices puede soportar una ruta de conexión, a través de una reducción de 3-satisfacibilidad. Estas pruebas son indicativas de una estrategia compleja: el juego no se ha resuelto, no se ha descubierto ninguna estrategia ganadora, ni se conoce el resultado del juego con juego perfecto

## Juegos relacionados
En la cuadrícula de 24 × 24, las consideraciones tácticas tienden a predominar. La fase de apertura termina rápidamente y el resto del juego se dedica a intentar ejecutar tácticamente el plan. Hex, que tiene un objeto de juego muy similar, puede tener tácticas más predecibles, pero las consideraciones estratégicas son mucho más importantes. En este sentido, Hex se parece más al go que a TwixT, ya que un solo movimiento generalmente es menos comprometido y las consecuencias pueden tardar más en desarrollarse.

## Variantes

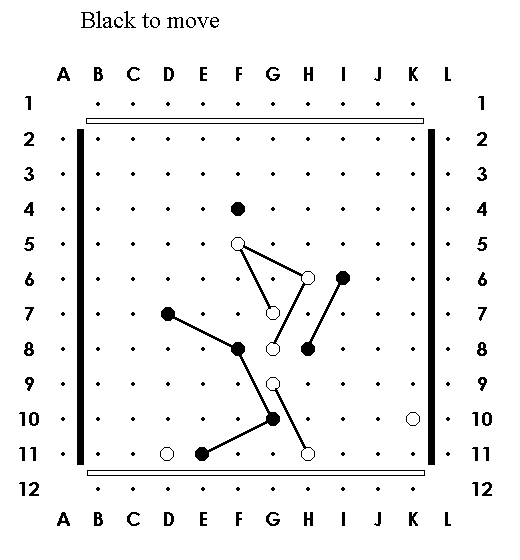
Esta es una imagen generada por mí. La pongo a disposición del público. Muestra una posición Twixt en la que el resultado del juego depende del conjunto de reglas que se utilice.

Una variante es Twixt PP (papel y lápiz). Las reglas son casi idénticas a las de TwixT estándar, excepto que los enlaces nunca se eliminan y sus propios enlaces pueden cruzarse entre sí. Un camino ganador puede atravesarlo, pero los enlaces cruzados no están conectados entre sí en la intersección. Las reglas de PP pueden reducir el número de sorteos (ya poco común). Si reduce la complejidad del juego o no, es muy debatible.
Esta diferencia de reglas no hace ninguna diferencia en términos de resultado del juego mejor que el 99% de las veces. Entre esas raras situaciones en las que lo hace, la mayoría de esos casos son en los que un empate según las reglas estándar es un juego decisivo según las reglas del PP. El diagrama muestra una posición artificial en una cuadrícula pequeña donde una victoria para las negras según las reglas del PP se convierte en una victoria para las blancas según las reglas estándar.
El hándicap de hileras se puede utilizar para igualar el juego para jugadores de diferentes puntos fuertes. La desventaja más simple es permitir que el jugador más débil se mueva primero (es decir, eliminar la regla del pastel). Más allá de eso, una dimensión de la cuadrícula se reduce para que el jugador más débil tenga una distancia más corta para abarcar.
El juego se puede jugar en cuadrículas de diferentes tamaños. El tablero de 12 × 12 que se muestra aquí conduce a un juego muy corto. En el tablero estándar, las tácticas dominan; Las juntas más grandes introducen consideraciones estratégicas más profundas. Dado que la mayoría de los juegos comerciales utilizan tableros que están hechos de cuatro "cuadrantes" que se enganchan o tienen bisagras, se podría ensamblar una cuadrícula de 36 × 36 a partir de tres juegos estándar del mismo tamaño. En Europa, apareció brevemente una imitación de TwixT llamada "Imuri" que usaba una cuadrícula de 30 × 30. El tablero no tenía agujeros y se trazaron líneas para indicar dónde se podían colocar los enlaces. Esta edición se eliminó de los estantes por infracción de derechos de autor.
La variante Diagonal TwixT de Mark Thompson tiene las mismas reglas que la TwixT estándar, pero las líneas del borde corren en un ángulo de 45 grados con respecto a la cuadrícula. La versión de David Bush tiene las líneas fronterizas paralelas a las rutas de enlace. Estas variantes dan como resultado diferentes patrones tácticos.

## Competiciones
Los campeonatos mundiales oficiales se llevaron a cabo como parte de la Olimpiada de Deportes Mentales en 1997, 1998 y 1999. Desde 2000, TwixT ha tenido un importante torneo internacional como parte del MSO pero no ha habido campeonatos mundiales oficiales. Desde 2011, el evento TwixT en el MSO se ha convertido nuevamente en el Campeonato del Mundo. La lista de ganadores se muestra a continuación:
Lista de campeones de MSO
- 1997:  Alex Randolph
- 1998:  Klaus Hussmanns
- 1999:  Klaus Hussmanns
- 2000:  Klaus Hussmanns
- 2001:  Klaus Hussmanns
- 2002:  Peter Henke
- 2003:  Klaus Hussmanns
- 2004:  Carl J. Ragnarsson
- 2005:  David Bush
- 2006:  David Bush
- 2007:  Bharat Thakrar
- 2008:  Bharat Thakrar
- 2009:  David Bush
- 2010:  Bharat Thakrar
- 2011:  David M. Pearce
- 2012:  Florian Jamain
- 2013:  Jan Kristian Haugland
- 2014:  Florian Jamain
- 2015:  Florian Jamain
- 2016:  Florian Jamain
- 2017:  Florian Jamain
- 2018:  Florian Jamain
- 2019:  Cosimo Cardellicchio